# Villa María Challenger
Il Villa María Challenger, noto anche come Dove Men+Care Legión Sudamericana Challenger Villa María per ragioni di sponsorizzazione, è un torneo professionistico di tennis giocato sulla terra rossa, che fa parte dell'ATP Challenger Tour. La prima edizione si è giocata nel 2022 allo Sport Social Club di Villa María in Argentina. Si sarebbe dovuta tenere a Posadas, ma problemi logistici hanno indotto la Asociación Argentina de Tenis ad assegnare l'organizzazione a Villa María, dove già da anni si svolgevano tornei del circuito ITF. L'evento fa inoltre parte del circuito Legión Sudamericana creato per aiutare lo sviluppo professionale dei tennisti sudamericani.

## Albo d'oro

### Singolare
| Anno | Campione             | Finalista      | Punteggio        |
| ---- | -------------------- | -------------- | ---------------- |
| 2024 | Camilo Ugo Carabelli | Jesper de Jong | 7–6(3), 3–6, 6–4 |
| 2023 | Non disputato        | Non disputato  | Non disputato    |
| 2022 | Nicolás Kicker       | Mariano Navone | 7–5, 6–3         |

### Doppio
| Anno | Campioni                                      | Finalisti                     | Punteggio        |
| ---- | --------------------------------------------- | ----------------------------- | ---------------- |
| 2024 | Orlando Luz Marcelo Zormann                   | Boris Arias Federico Zeballos | 0–6, 6–3, [10–4] |
| 2023 | Non disputato                                 | Non disputato                 | Non disputato    |
| 2022 | Hernán Casanova Santiago Fa Rodríguez Taverna | Facundo Juárez Ignacio Monzón | 6–4, 6–3         |